# Yzosse
Yzosse – miejscowość i gmina we Francji, w regionie Nowa Akwitania, w departamencie Landy.
Według danych na rok 1990 gminę zamieszkiwały 312 osoby, a gęstość zaludnienia wynosiła 59 osób/km² (wśród 2290 gmin Akwitanii Yzosse plasuje się na 868. miejscu pod względem liczby ludności, natomiast pod względem powierzchni na miejscu 1409.).